# Роденбах (Пфальц)
Роденбах (нем. Rodenbach) — община в Германии, в земле Рейнланд-Пфальц.
Входит в состав района Кайзерслаутерн. Подчиняется управлению Вайлербах. Население составляет 3223 человека (на 31 декабря 2010 года). Занимает площадь 13,74 км².

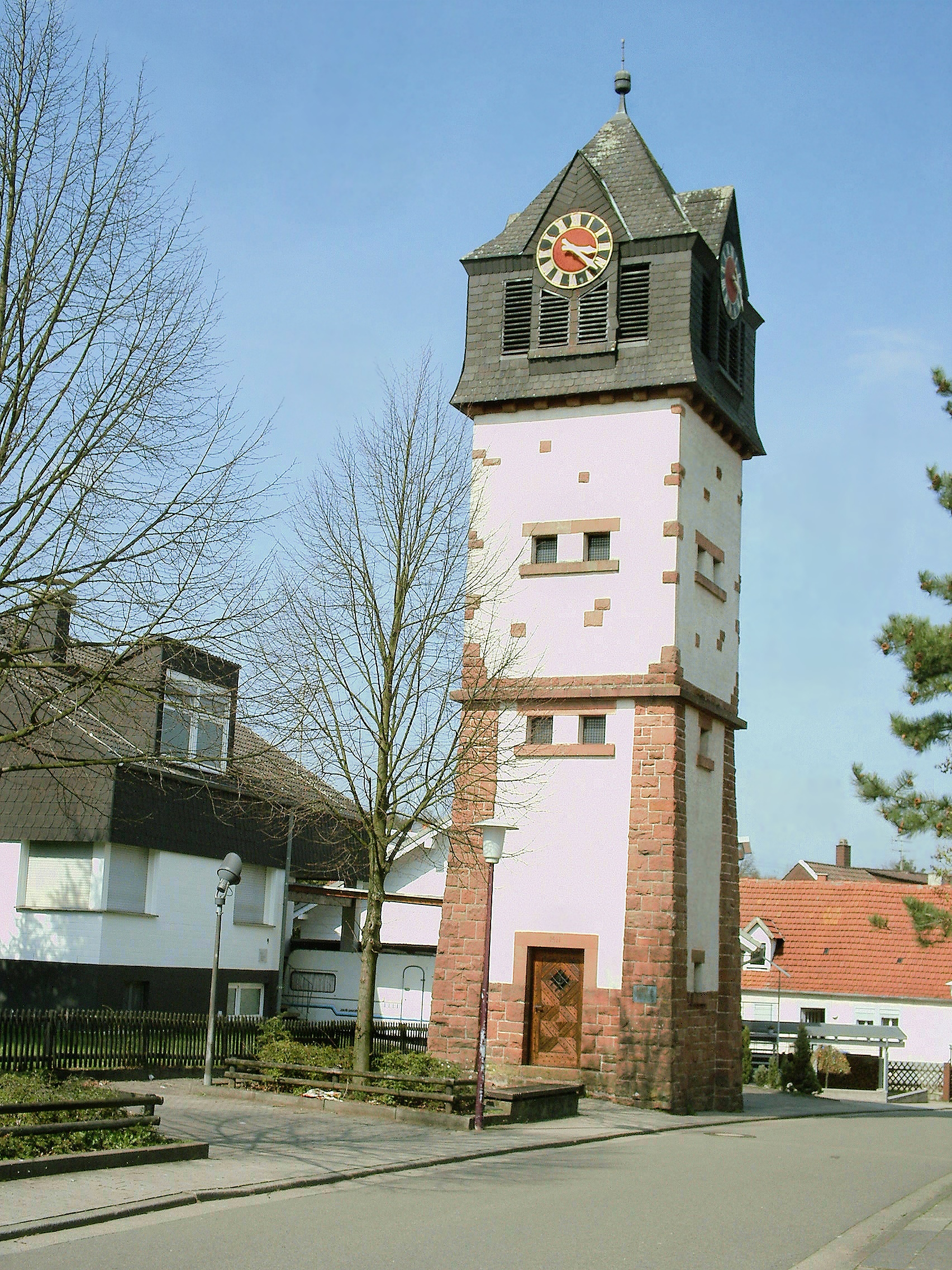
Роденбах (Пфальц)